# FC Karbach
Der FC Blau-Weiß Karbach e. V. ist ein Fußballverein aus dem rheinland-pfälzischen Karbach. Die Vereinsfarben sind Blau und Weiß. Die Heimspiele werden auf dem „Sportplatz auf dem Quintinsberg“ ausgetragen, welcher wegen seiner Höhenlage (512 Meter) für kurzfristig auftretende Wetterkapriolen wie Schnee, Regen, Nebel oder Sturm sorgen kann.
Von 1951 bis zur bundesweiten Ligareform 1963 spielte der FC Karbach in der fünftklassigen A-Klasse. Nach Jahrzehnten zwischen C-Klasse und Bezirksliga stieg der Verein 2008 in die überregionale Rheinlandliga auf und konnte sich dort nach sieben Spielzeiten 2015 den erstmaligen Aufstieg in die Oberliga Rheinland-Pfalz/Saar sichern. In der ersten Saison belegte der Aufsteiger dann sensationell den 3. Platz und konnte auch im Rheinlandpokal das Viertelfinale erreichen, wo man am späteren Sieger Eintracht Trier (1:3 n. V.) scheiterte. Vier Jahre später konnte der FC Karbach in der Saison 2019/20 sogar das Finale des Rheinlandpokals erreichen, unterlag dort aber dem FV Engers 07 mit 0:5. Dies gelang dem FC Karbach in der Saison 2021/22 erneut, die Mannschaft musste sich jedoch abermals im Finale dem FV Engers 07 geschlagen geben.
Am 6. Januar 2025 fusionierte die Fußballabteilung des Verein dann mit dem Bezirksligisten TSV Emmelshausen zum FC Emmelshausen-Karbach und tritt zur Saison 2025/26 in der Oberliga Rheinland-Pfalz/Saar an.

## Bekannte Spieler
- Johannes Göderz
- Stefan Haben
- Sören Klappert
- Thomas Klasen
- Patrick Schmidt